# Мануель Скорса
Мануе́ль Ско́рса (ісп. Manuel Scorza; *9 вересня 1928, Ліма, Перу — 27 листопада 1983, Мадрид, Іспанія) — перуанський поет і прозаїк; представник т.зв. покоління 1950-х у перуанській літературі, за стилем і змістом письма індіхеніст.

## З життєпису
Народився в Лімі.
Вступив до Головного національного університету в Лімі (1945), зайнявся політичною діяльністю. 
У 1948 році після військового перевороту був змушений покинути країну.
Оселився в Парижі, викладав іспанську в Еколь Нормаль. Дебютував книгою поезій «Прокляття» (Las Imprecaciones, 1955). 
У 1958 році повернувся на батьківщину, до Перу, а 1968 року — знову поїхав. 
У 1970 році опублікував роман El vals de los reptiles, який відкрив епічну пенталогію.
Разом із ще декількома латиноамериканськими письменниками загинув в авіакатастрофі Boeing 747 на шляху з Парижа через Мадрид на конгрес у Боготу.

## Твори
- Las Imprecaciones (1955)
- Los adioses (1959)
- Desengaños del mago (1961)
- Poesía amorosa (1963)
- Redoble por Rancas (1970, премія «Планета»)
- El vals de los reptiles (1970)
- Poesía incompleta (1970)
- Historia de Garabombo el Invisible (1972)
- El Jinete Insomne (1977)
- Cantar de Agapito Robles (1977)
- La Tumba del Relámpago (1979)
- La danza inmóvil (1983)